# Patrice Carteron
Patrice Carteron (Saint-Brieuc, 30 juli 1970) is een Frans voormalig voetballer en huidig voetbaltrainer. Als clubtrainer was Carteron vooral succesvol in Afrika; zo won hij reeds tweemaal de CAF Super Cup en eenmaal de CAF Champions League.

## Erelijst
Als speler
 Olympique Lyonnais
- UEFA Intertoto Cup: 1997

 Saint-Étienne
- Ligue 2: 2003/04

Als trainer
 TP Mazembe
- Linafoot: 2013, 2013/14
- CAF Champions League: 2015

 Raja Casablanca
- CAF Super Cup: 2019

 Al-Zamalek
- CAF Super Cup: 2020
- Egyptische Supercup: 2018/19
- Premier League: 2020/21

1 Zniti  ·
2 Douik ·
4 Gael Ngah ·
5 Moutouali ·
6 Ngoma ·
7 Islah ·
8 Al-Warfali ·
10 Benhalib ·
11 Jabroun ·
12 El Haddaoui ·
13 Benoun ·
15 Haddad ·
17 Ahadad ·
18 Hafidi ·
19 Malango ·
20 Jbira ·
21 Rahimi ·
22 Bouamira ·
25 Boutayeb ·
30 Nanah ·
55 Achchakir ·
96 Arjoune ·
98 El Wardi ·
Coach: vacant
· Assistent-coach: Safri